# Друштвени либерализам
Друштвени либерализам, социјални либерализам или социјаллиберализам јесте политичка филозофија настала са циљем помирења социјалдемократске и либералне политичке мисли. У политичком спекту представља центар/леви центар, тј. центар према левом центру.
То искуство је рођено углавном код интелектуалаца социјалистичке и социјалдемократске оријентације отворених за либерализам, али у овом политичко-културном тренду се пронашао пут чак и за либералне интелектуалаце.
Социјални либерализам тврди да друштво мора да штити слободе и једнаке шанси за све грађане и охрабрује међусобне сарадње између државних и тржишних институција привреде. У процесу развоја, слаже се да су нека ограничења постављена економским пословима потребна, као што су антимонополски закони у борби против економског монопола, регулаторна тела или закони о минималним платама.
Социјални либерали сматрају да владе могу (или морају) да пружају удобност, здравствену заштиту и образовање из прихода који потичу од пореза, како би се омогућила најбоља употреба талената становништва. Социјални либерализам се бори против екстремних појава капитализма. Залаже се исто тако за умерени антиклерикализам и слободу вероисповести.